# 祝萬齡
祝萬齡（？—1643年），號高葵，陝西承宣布政使司西安府咸寧縣（今陝西省西安市）籍江西金溪县人，明朝政治人物，萬曆丙辰進士。

## 生平
早年從師馮從吾，萬曆四十年（1612年）壬子科陕西鄉試第九名舉人，四十四年（1616年），登丙辰科進士，都察院觀政，四十五年授南京户部主事，四十六年升江西司员外郎、福建司郎中，天啓元年升廣平府知府，二年丁憂。五年起補保定府知府。天啟六年（1626年），因反對魏忠賢毀學院，免職。
崇禎初年，起為湖廣黃州府知府。三年後，升任河南副使，監軍磁州，因平賊有功，加河南右參政。五年因戰事不力，降二级，照旧管事，五年以降用歸鄉。
崇禎十六年（1643年），李自成攻佔西安，祝萬齡深衣大帶，趕至關中書院，哭拜先聖，自盡殉國。

## 家族
曾祖祝積慶，儒官。祖父祝天壽。父祝世喬，選貢，通判，祀乡贤、名宦，累封南户部郎中，贈中宪大夫保定府知府。

## 延伸阅读
[在维基数据编辑]
 《明史卷二百九十四》，出自《明史》